# Pause für Wanzka
Pause für Wanzka ist ein Spielfilm der DEFA im Auftrag des Deutschen Fernsehfunks von Vera Loebner aus dem Jahr 1990 nach dem Roman Pause für Wanzka oder Die Reise nach Descansar von Alfred Wellm aus dem Jahr 1968.

## Handlung
Gustav Wanzka war fünfzehn Jahre lang Kreisschulrat und will vor dem Erreichen der Rente noch einige Jahre in seinem geliebten Beruf als Lehrer arbeiten. Deshalb bittet er bei der Abteilung Volksbildung im Bezirk um die Versetzung in eine Schule und als diese ihm nicht gewährt wird, führt er gesundheitliche Probleme an. Dieses Argument zeigt Wirkung und Wanzka wird an die Musterschule nach Mierenberg geschickt, wo er ab September 1961 dann unterrichten soll.
Bereits bei der Ankunft auf dem Bahnhof lernt er seinen späteren Schüler Norbert Kniep kennen, der ihn mit der Frage nach dem toten Punkt beim Anfahren von Lokomotiven überrascht. Dieses Interesse bewegt ihn, die Klasse Norberts als Klassenleiter zu übernehmen, obwohl diese durch die Schüler aus Domjüch-Mühle als besonders schwierig bekannt ist. Gemeinsam mit Wanzka soll die Junglehrerin Marlott in der Schule anfangen, die aber am ersten Unterrichtstag noch nicht eingetroffen ist. Schon wird vermutet, dass sie noch die letzte Möglichkeit zur Flucht nach West-Berlin genutzt hat. Der Kollege Seiler äußerte auch gleich die Meinung, die neue Kollegin nicht unterstützen zu wollen, sollte sie doch noch eintreffen. Doch sie kam und verriet Wanzka, dass sie einfach nur Angst vor der Aufgabe hatte, denn Lehrerin war nicht ihr Wunschberuf. Aber erst einmal müssen beide in den Anglerverein eintreten, denn das ist der Herzenswunsch des Direktors und somit Pflicht.
Der Kollege Gustav Wanzka macht den Eindruck, dass er in seiner Klasse gewisse Disziplinlosigkeiten auch noch fördert. Er schert die Schüler nicht über einen Kamm und hat höchst persönliche Ansichten über Erziehungs- und Bildungsziele. Er bringt viel Verständnis für die Schüler auf, weiß um deren Sorgen und Nöte und hält nichts von gleichmacherischen Erziehungsmaßnahmen. Das führt letztlich dazu, dass die anderen Lehrer Disziplinschwierigkeiten in seiner Klasse bekommen, während im Mathematikunterricht eifrig mitgearbeitet wird. Das gipfelt in zwei Ohrfeigen, die der Schüler Norbert Kniep von der Lehrerin Frau Manthey bekommt. In einer der darauffolgenden Lehrerkonferenzen wird Wanzka als Klassenleiter abgelöst.
Neuer Klassenlehrer wird der Sportlehrer Herr Seiler, der sich in der Zwischenzeit mit der neuen Lehrerin Marlott verlobt hat. Sie wollen heiraten und sind im Begriff, sich ein eigenes Heim zu bauen. Die Schüler haben nichts mehr zu lachen und Wanzka muss langsam erkennen, dass die vorbildliche Schule jegliche, auch die positiven, Konflikte schon im Ansatz unterdrückt und dadurch die Schüler letztlich zum Mittelmaß erzieht. Und er muss an manchen Anforderungen zweifeln, die er als Kreisschulrat jahrelang stellte, die zur Nivellierung führten und in mehr oder weniger sinnvollen Kampagnen gipfelten.
Wanzka gibt nicht auf, Norbert weiterhin zu fördern, und will ihn sogar für die Mathematik-Olympiade anmelden. Da ihm der Widerstand seiner Kollegen bekannt ist, gibt er dem Jungen sogar zusätzlichen Deutschunterricht, um ihre ablehnenden Argumente zu entkräften. Doch es hat alles keinen Zweck und der Junge wird nicht zur Olympiade delegiert. Nur die Lehrerin Marlott erkennt die Selbstherrlichkeit des restlichen Lehrerkollegiums und trennt sich sogar von ihrem Verlobten. Norbert wird wahrscheinlich nach seiner Schulzeit beim Schuhmachermeister Jerome in Domjüch-Mühle, mit dem ihn eine jahrelange Freundschaft verbindet, eine Lehre beginnen.
Nach vier Jahren als Lehrer wird Wanzka noch einmal auf seine Stelle als Kreisschulrat zurückkehren, denn sein Nachfolger will sich von dieser Funktion wegen der Pflege seines behinderten Sohnes entbinden lassen. Die seit langem geplante Reise nach Descansar an der Ostsee muss eben noch warten.

## Produktion
Über mehrere Jahre bemühte sich Vera Loebner, den Stoff des Romans von Alfred Wellm zu verfilmen. Die Argumente dagegen waren, dass es zwar eine wichtige Geschichte und ein wichtiges Anliegen ist, aber wegen der unüberhör- und unübersehbaren Kritik an den gepriesenen Errungenschaften der real-sozialistischen Bildung und Erziehung keine Drehgenehmigung erteilt werden kann. Erst im Sommer 1989 erhielt Vera Loebner die Genehmigung für den Film. Drehbeginn war der 6. September 1989.
Die Erstausstrahlung erfolgte am 16. April 1990 im 1. Programm des Deutschen Fernsehfunks.

## Kritik
Zum Schluss seiner Rezension fasste Frank Junghänel in der Berliner Zeitung alles in drei Worten zusammen: Ein sehenswerter Streifen.
Klaus M. Fiedler von der Neuen Zeit hob die schauspielerischen Leistungen hervor und meinte, dass die Figuren genau gezeichnet sind, was auch der Haltung der Regisseurin entspricht, die einmal sagte: Geschichten könnten nur über die Schauspieler erzählt werden; ohne ihr Können würde die schönste Technik, die brillanteste Kamera, die beste künstlerische Absicht den Stoff nicht retten.